# Rampan
Rampan är en kommun i departementet Manche i regionen Normandie i norra Frankrike. Kommunen ligger i kantonen Saint-Lô-Ouest som tillhör arrondissementet Saint-Lô. År 2022 hade Rampan 227 invånare.

## Befolkningsutveckling
Antalet invånare i kommunen Rampan
| Referens: INSEE |